# 金鐘獎社區節目主持人獎得獎列表
廣播金鐘獎社區節目主持人獎是由文化部影視及流行音樂產業局在臺灣舉辦的現行頒發獎項。

## 歷屆得獎暨入圍名單
|  | 獲獎者 |

### 社區節目主持人獎（第45屆～至今）
| 年度 （屆數）   | 廣播作品 |
| --------------- | --- |
| 2010 （第45屆） | 排灣小蔡【蔡文祥】、阿美姞荷【祝素蘭】／《摩登原始人》／國立教育廣播電臺                                                          |
| 2010 （第45屆） | 吳采璋／《溫馨接送情－花蓮的土》／國立教育廣播電臺花蓮分臺                                                                        |
| 2010 （第45屆） | 林秀蓉／《眷戀情深》／漢聲廣播電臺高雄分臺                                                                                        |
| 2010 （第45屆） | 陳彥臻／《漁廣海岸線－海洋子民 愛．幸福》／行政院農業委員會漁業署漁業廣播電臺                                                     |
| 2010 （第45屆） | 龔修蓓／《美麗新世界》／正聲廣播股份有限公司臺北調頻廣播電臺                                                                      |
| 2011 （第46屆） | 季翔【白繼祥】／《聽心靈在唱歌》／正聲廣播股份有限公司雲林廣播電臺                                                                |
| 2011 （第46屆） | 周書勤、季潔【蔡宜穎】、白天【白宗賢】、張曉瑩、土豆仁【王裕仁】／《百年風雲榜》／國立教育廣播電臺                                |
| 2011 （第46屆） | 晨光‧阿烙【賴勇誠】／《山海族子民》／東民廣播電台股份有限公司                                                                     |
| 2011 （第46屆） | 華梅【華國梅】／《空中藝術學苑—來宜蘭旅行》／正聲廣播股份有限公司宜蘭廣播電臺                                                     |
| 2011 （第46屆） | 龔修蓓／《美麗新世界》／正聲廣播股份有限公司臺北調頻廣播電臺                                                                      |
| 2012 （第47屆） | 潘國正、洪惠冠／《愛上新竹》／竹科廣播股份有限公司                                                                                |
| 2012 （第47屆） | 李正純、朱家綺／《自由風》／財團法人中央廣播電臺                                                                                  |
| 2012 （第47屆） | 排灣小蔡【蔡文祥】、阿美姞荷【林祝素蘭】／《有原來相會》／國立教育廣播電臺                                                        |
| 2012 （第47屆） | 張辰、唐薇／《輕鬆來泡茶》／內政部警政署警察廣播電臺臺中臺                                                                        |
| 2012 （第47屆） | 龔修蓓／《美麗新世界》／正聲廣播股份有限公司臺北調頻廣播電臺                                                                      |
| 2013 （第48屆） | 排灣小蔡【蔡文祥】、阿美姞荷【林祝素蘭】／《有原來相會》／國立教育廣播電臺                                                        |
| 2013 （第48屆） | 江光大、林淑英／《99個社區故事》／財團法人中央廣播電臺                                                                            |
| 2013 （第48屆） | 李正純、朱家綺／《自由風》／財團法人中央廣播電臺                                                                                  |
| 2013 （第48屆） | 季翔【白繼祥】／《聽心靈在唱歌》／正聲廣播股份有限公司雲林廣播電臺                                                                |
| 2013 （第48屆） | 洪惠冠、潘國正／《愛上新竹》／竹科廣播股份有限公司                                                                                |
| 2014 （第49屆） | 潘國正、洪惠冠／《愛上新竹》／竹科廣播股份有限公司                                                                                |
| 2014 （第49屆） | 江光大、林淑英／《99個社區故事》／財團法人中央廣播電臺                                                                            |
| 2014 （第49屆） | 洪世昌／《咱的故鄉》／國立教育廣播電臺彰化分臺                                                                                    |
| 2014 （第49屆） | 香香【鍾麗香】／《搖滾吧！大自然》／台灣廣播股份有限公司                                                                          |
| 2014 （第49屆） | 排灣小蔡【蔡文祥】、阿美姞荷【林祝素蘭】／《有原來相會》／國立教育廣播電臺                                                        |
| 2015 （第50屆） | 溫士凱／《全世界來作客》／中國廣播股份有限公司臺北總臺                                                                            |
| 2015 （第50屆） | 朱衛茵／《週末生活女王 低碳環保樂》／飛碟廣播股份有限公司                                                                         |
| 2015 （第50屆） | 張雪芳／《台灣創意通》／後山廣播電台股份有限公司                                                                                  |
| 2015 （第50屆） | 楊長順／《日出的所在》／正聲廣播股份有限公司雲林廣播電臺                                                                          |
| 2015 （第50屆） | 謝佩津／《樂活社區水噹噹》／正聲廣播股份有限公司臺中廣播電臺                                                                      |
| 2016 （第51屆） | 排灣小蔡【蔡文祥】、阿美姞荷【林祝素蘭】／《Mapolong Kita（原來在一起）》／花蓮希望之聲廣播電台股份有限公司                       |
| 2016 （第51屆） | 溫士凱／《全世界來作客》／中國廣播股份有限公司臺北總臺                                                                            |
| 2016 （第51屆） | 潘國正、洪惠冠／《愛上新竹》／竹科廣播股份有限公司                                                                                |
| 2016 （第51屆） | 韓艾婷／《愛戀桃花園》／竹科廣播股份有限公司                                                                                      |
| 2016 （第51屆） | 謝佩津／《樂活社區水噹噹》／正聲廣播股份有限公司臺中廣播電臺                                                                      |
| 2017 （第52屆） | 許世峰／《雲林好風情》／正聲廣播股份有限公司雲林廣播電臺                                                                          |
| 2017 （第52屆） | 朱衛茵／《週末生活女王－低碳環保樂》／飛碟廣播股份有限公司                                                                        |
| 2017 （第52屆） | 阿美姞荷【林祝素蘭】、排灣小蔡【蔡文祥】／《Mapolong Kita（原來在一起）》／花蓮希望之聲廣播電台股份有限公司                       |
| 2017 （第52屆） | 阿玫【余玫】／《微笑宜蘭》／宜蘭中山廣播股份有限公司                                                                              |
| 2017 （第52屆） | 陳思安／《幸福藏寶圖》／正聲廣播股份有限公司                                                                                      |
| 2018 （第53屆） | 排灣小蔡【蔡文祥】、阿美姞荷【林祝素蘭】／《Mapolong Kita (原來在一起)》／花蓮希望之聲廣播電台股份有限公司                        |
| 2018 （第53屆） | 林清盛／《熱情東海岸》／財團法人太魯閣之音廣播事業基金會                                                                          |
| 2018 （第53屆） | 阿峰【許世峰】／《雲林好風情》／正聲廣播股份有限公司雲林廣播電臺                                                                  |
| 2018 （第53屆） | 思安【陳思安】／《幸福藏寶圖》／正聲廣播股份有限公司                                                                              |
| 2018 （第53屆） | 謝佩津／《樂活社區水噹噹》／正聲廣播股份有限公司臺中廣播電臺                                                                      |
| 2019 （第54屆） | 林清盛／《熱情東海岸》／財團法人太魯閣之音廣播事業基金會                                                                          |
| 2019 （第54屆） | 許世峰／《部落的天空》／正聲廣播股份有限公司臺東廣播電臺                                                                          |
| 2019 （第54屆） | 陳思安／《幸福藏寶圖》／正聲廣播股份有限公司                                                                                      |
| 2019 （第54屆） | 謝佩津／《樂活社區水噹噹》／正聲廣播股份有限公司台中廣播電臺                                                                      |
| 2019 （第54屆） | 韓艾婷／《愛戀桃花園》／竹科廣播股份有限公司                                                                                      |
| 2020 （第55屆） | 楊長順／《日出的所在》／正聲廣播股份有限公司雲林廣播電臺                                                                          |
| 2020 （第55屆） | 朱衛茵／《週末生活女王－低碳環保樂》／飛碟廣播股份有限公司                                                                        |
| 2020 （第55屆） | 思安【陳思安】／《幸福藏寶圖》／正聲廣播股份有限公司                                                                              |
| 2020 （第55屆） | 洪惠冠、蔡榮光／《愛上新竹》／竹科廣播股份有限公司                                                                                |
| 2020 （第55屆） | 靚慧【王靚慧】／《大地采風》／正聲廣播股份有限公司高雄廣播電臺                                                                    |
| 2021 （第56屆） | 洪惠冠、蔡榮光／《愛上新竹》／竹科廣播股份有限公司                                                                                |
| 2021 （第56屆） | 王靚慧／《大地采風》／正聲廣播股份有限公司高雄廣播電臺                                                                            |
| 2021 （第56屆） | 余玫／《微笑宜蘭》／宜蘭中山廣播股份有限公司                                                                                      |
| 2021 （第56屆） | 暖暖【李宣萱】／《雲林抵家》／正聲廣播股份有限公司雲林廣播電臺                                                                    |
| 2021 （第56屆） | 溫士凱／客莊花路米/《客莊Follow Me》／環宇廣播事業股份有限公司                                                                    |
| 2022 （第57屆） | 安力．給怒【賴安淋】、比黛．A宓【王淑榮】／《原鄉花園》／竹科廣播股份有限公司                                                     |
| 2022 （第57屆） | 吳碧玉／《宜蘭幸福列車》／正聲廣播股份有限公司宜蘭廣播電臺                                                                        |
| 2022 （第57屆） | 香香【鍾麗香】／《香香來作客》／財團法人寶島客家廣播電台                                                                          |
| 2022 （第57屆） | 排灣小蔡【蔡文祥Kavavuy‧Caciu】、阿美姞荷【林祝素蘭Cihek‧Dongi】／《Mapolong Kita(原來在一起)》／花蓮希望之聲廣播電台股份有限公司 |
| 2023 （第58屆） | 許世峰／《雲林好風情》／正聲廣播股份有限公司雲林廣播電臺                                                                          |
| 2023 （第58屆） | 安力．給怒【賴安淋】、比黛．A宓【王淑榮】／《原鄉花園》／竹科廣播股份有限公司                                                     |
| 2023 （第58屆） | 梁兄哥【梁明達】／《這些人與那些人》／正聲廣播股份有限公司高雄廣播電臺                                                            |
| 2023 （第58屆） | 溫士凱／《大世界旅行社/職人旅行團》／心動廣播股份有限公司＼                                                                       |
| 2024 （第59屆） | 小倩／《Super午茶Show》／大千廣播電台股份有限公司                                                                                 |
| 2024 （第59屆） | 宗賢【白宗賢】／《移山倒海樊梨花》／台灣廣播股份有限公司                                                                          |
| 2024 （第59屆） | 林馨妤 Yungeh Watan／《部落Tribe一下》／財團法人佳音廣播電台                                                                      |
| 2024 （第59屆） | 洪惠冠、蔡榮光、潘國正／《愛上新竹—印象寫真館》／竹科廣播股份有限公司                                                             |
| 2024 （第59屆） | 陳思安／《幸福藏寶圖》／正聲廣播股份有限公司                                                                                      |
| 2025 （第60屆） | |
|                 | |
|                 | |
|                 | |
|                 | |

## 外部連結
- 廣播電視金鐘獎官方網站 （页面存档备份，存于）
- 歷屆廣播金鐘獎得獎入圍名單 （页面存档备份，存于），文化部影視及流行音樂產業局